# Cairnsmore of Fleet
Cairnsmore of Fleet är ett berg i Storbritannien.   Det ligger i kommunen Dumfries and Galloway och riksdelen Skottland, i den centrala delen av landet, 500 km nordväst om huvudstaden London. Toppen på Cairnsmore of Fleet är 711 meter över havet, eller 609 meter över den omgivande terrängen. Bredden vid basen är 7,3 km. Arean är 1,9 kvadratkilometer.
Terrängen runt Cairnsmore of Fleet är huvudsakligen lite kuperad.Runt Cairnsmore of Fleet är det glesbefolkat, med 8 invånare per kvadratkilometer. Närmaste större samhälle är Newton Stewart, 9,1 km väster om Cairnsmore of Fleet. I omgivningarna runt Cairnsmore of Fleet växer i huvudsak blandskog.